# De Slimste Mens ter Wereld 2018
De Slimste Mens ter Wereld 2018 was het zestiende seizoen van de Belgische televisiequiz De Slimste Mens ter Wereld, uitgezonden op de Vlaamse commerciële zender VIER. De quiz werd gepresenteerd door Erik Van Looy. Het seizoen werd gewonnen door Peter Van de Veire.

## Kandidaten

### Alle deelnemers
| Naam                     | Deelnames | Gewonnen |
| ------------------------ | --------- | -------- |
| Niels Albert             | 1         | 0        |
| Jinnih Beels             | 1         | 0        |
| Frank Boeckx             | 2         | 0        |
| Hugo Borst               | 1         | 0        |
| Saïd Boumazoughe         | 3         | 0        |
| Luca Brecel              | 1         | 0        |
| Hakim Chatar             | 3         | 0        |
| Clara Cleymans           | 1         | 0        |
| Julie Colpaert           | 12        | 8        |
| Michèle Cuvelier         | 3         | 1        |
| Rani De Coninck          | 6         | 3        |
| Pieter De Crem           | 1         | 0        |
| Pieter Delanoy           | 1         | 0        |
| Layla El-Dekmak (O)      | 3         | 1        |
| Sven Gatz                | 6         | 1        |
| Brigitte Kaandorp        | 1         | 0        |
| Tourist LeMC             | 2         | 0        |
| Wim Lybaert              | 1         | 0        |
| Youri Mulder             | 1         | 0        |
| Liesa Naert              | 2         | 0        |
| Soe Nsuki                | 1         | 0        |
| Omar Souidi              | 3         | 1        |
| Guy T'Sjoen              | 2         | 1        |
| Jelle Van Damme          | 1         | 0        |
| Saartje Vandendriessche  | 4         | 2        |
| Wouter Vandenhaute       | 4         | 2        |
| Peter Van de Veire (O)   | 6         | 5        |
| Annelies Van Herck       | 3         | 1        |
| Jeroen van Koningsbrugge | 2         | 0        |
| Dominique Van Malder     | 1         | 0        |
| Boris Van Severen        | 8         | 4        |
| Viktor Verhulst          | 3         | 0        |

(O) = de kandidaat is ongeslagen in de voorrondes.
| Kleurlegenda                   |
| ------------------------------ |
| Geplaatst voor de finaleweken. |
| Afgezegd voor de finaleweken.  |
| Opgevist voor de finaleweken.  |

### Finaleweken
Omdat Peter Van de Veire en Layla El-Dekmak de laatste reguliere aflevering van het seizoen hadden overleefd en zij beiden in de top acht stonden, mochten Michèle Cuvelier en Annelies Van Herck als negende en tiende beste terugkeren.
Oorspronkelijk zou Saartje Vandendriessche als zevende in de stand terugkeren op dinsdag van de eerste finaleweek. Zij gaf echter verstek omwille van een privéreden. Daardoor kreeg Omar Souidi als elfde beste speler nog een kans. Souidi kreeg de plaats van Vandendriessche toebedeeld en stroomde in na drie spelers die beter dan hem hadden gepresteerd in de voorrondes.
| Terugkeer   | Naam               | Deelnames | Gewonnen | Eindrank |
| ----------- | ------------------ | --------- | -------- | -------- |
| 8           | Julie Colpaert     | 1         | 0        | Zilver   |
| 7           | Boris Van Severen  | 1         | 0        | 4e       |
| 6           | Peter Van de Veire | 3         | 2        | Goud     |
| 5           | Rani De Coninck    | 2         | 0        | 5e       |
| 4           | Sven Gatz          | 1         | 0        | 7e       |
| 3           | Wouter Vandenhaute | 3         | 1        | 6e       |
| 2           | Omar Souidi        | 1         | 0        | 9e       |
| Speelt door | Layla El-Dekmak    | 3         | 0        | 8e       |
| 1           | Michèle Cuvelier   | 8         | 5        | Brons    |
| 1           | Annelies Van Herck | 1         | 0        | 10e      |

## Afleveringen
| Afl         | Datum            | Winnaar aflevering      | Winnaar eindspel         | Verliezer eindspel       |
| ----------- | ---------------- | ----------------------- | ------------------------ | ------------------------ |
| 1           | 15 oktober 2018  | Julie Colpaert          | Saïd Boumazoughe         | Niels Albert             |
| 2           | 16 oktober 2018  | Julie Colpaert          | Saïd Boumazoughe         | Pieter Delanoy           |
| 3           | 17 oktober 2018  | Julie Colpaert          | Liesa Naert              | Saïd Boumazoughe         |
| 4           | 18 oktober 2018  | Guy T'Sjoen             | Julie Colpaert           | Liesa Naert              |
| 5           | 22 oktober 2018  | Julie Colpaert          | Tourist LeMC             | Guy T'Sjoen              |
| 6           | 24 oktober 2018  | Julie Colpaert          | Michèle Cuvelier         | Tourist LeMC             |
| 7           | 25 oktober 2018  | Michèle Cuvelier        | Julie Colpaert           | Luca Brecel              |
| 8           | 29 oktober 2018  | Julie Colpaert          | Viktor Verhulst          | Michèle Cuvelier         |
| 9           | 30 oktober 2018  | Julie Colpaert          | Viktor Verhulst          | Clara Cleymans           |
| 10          | 31 oktober 2018  | Julie Colpaert          | Frank Boeckx             | Viktor Verhulst          |
| 11          | 1 november 2018  | Boris Van Severen       | Julie Colpaert           | Frank Boeckx             |
| 12          | 5 november 2018  | Boris Van Severen       | Omar Souidi              | Julie Colpaert           |
| 13          | 6 november 2018  | Omar Souidi             | Boris Van Severen        | Brigitte Kaandorp        |
| 14          | 7 november 2018  | Boris Van Severen       | Hakim Chatar             | Omar Souidi              |
| 15          | 8 november 2018  | Boris Van Severen       | Hakim Chatar             | Youri Mulder             |
| 16          | 12 november 2018 | Saartje Vandendriessche | Boris Van Severen        | Hakim Chatar             |
| 17          | 13 november 2018 | Saartje Vandendriessche | Boris Van Severen        | Dominique Van Malder     |
| 18          | 14 november 2018 | Rani De Coninck         | Saartje Vandendriessche  | Boris Van Severen        |
| 19          | 15 november 2018 | Wouter Vandenhaute      | Rani De Coninck          | Saartje Vandendriessche  |
| 20          | 19 november 2018 | Wouter Vandenhaute      | Rani De Coninck          | Soe Nsuki                |
| 21          | 20 november 2018 | Rani De Coninck         | Wouter Vandenhaute       | Hugo Borst               |
| 22          | 21 november 2018 | Rani De Coninck         | Sven Gatz                | Wouter Vandenhaute       |
| 23          | 22 november 2018 | Sven Gatz               | Annelies Van Herck       | Rani De Coninck          |
| 24          | 26 november 2018 | Annelies Van Herck      | Sven Gatz                | Pieter De Crem           |
| 25          | 28 november 2018 | Peter Van de Veire      | Sven Gatz                | Annelies van Herck       |
| 26          | 29 november 2018 | Peter Van de Veire      | Sven Gatz                | Jelle Van Damme          |
| 27          | 3 december 2018  | Peter Van de Veire      | Jeroen van Koningsbrugge | Sven Gatz                |
| 28          | 4 december 2018  | Layla El-Dekmak         | Peter Van de Veire       | Jeroen van Koningsbrugge |
| 29          | 5 december 2018  | Peter Van de Veire      | Layla El-Dekmak          | Wim Lybaert              |
| 30          | 6 december 2018  | Peter Van de Veire      | Layla El-Dekmak          | Jinnih Beels             |
| Finaleweken |                  |                         |                          |                          |
| 31          | 10 december 2018 | Michèle Cuvelier        | Layla El-Dekmak          | Annelies Van Herck       |
| 32          | 11 december 2018 | Michèle Cuvelier        | Layla El-Dekmak          | Omar Souidi              |
| 33          | 12 december 2018 | Michèle Cuvelier        | Wouter Vandenhaute       | Layla El-Dekmak          |
| 34          | 13 december 2018 | Wouter Vandenhaute      | Michèle Cuvelier         | Sven Gatz                |
| 35          | 17 december 2018 | Michèle Cuvelier        | Rani De Coninck          | Wouter Vandenhaute       |
| 36          | 18 december 2018 | Peter Van De Veire      | Michèle Cuvelier         | Rani De Coninck          |
| 37          | 19 december 2018 | Michèle Cuvelier        | Peter Van de Veire       | Boris Van Severen        |
| Finale      | Finale           | Slimste Mens            | Verliezer eindspel       | Verliezer aflevering     |
| 38          | 20 december 2018 | Peter Van De Veire      | Julie Colpaert           | Michèle Cuvelier         |

## Jury
De jury bestaat uit twee juryleden. Dit is een combinatie van twee vaste juryleden, ofwel één vast jurylid vergezeld van een gastjurylid dat aan de rechterkant plaatsneemt. In aflevering 12 zaten uitzonderlijk 2 gastjuryleden samen.
| Jurylid               | Afleveringen                 |
| --------------------- | ---------------------------- |
| Jeroom Snelders       | 1, 7, 10, 13, 23, 29, 32, 38 |
| Jonas Geirnaert       | 1, 8, 13, 19, 26, 35, 38     |
| Jan Jaap van der Wal  | 2, 9, 14, 18, 24, 33, 37     |
| Barbara Sarafian      | 4, 15, 21, 22, 32, 37        |
| Bart Cannaerts        | 5, 11, 17, 23, 27, 34        |
| Sven De Leijer        | 2, 17, 24, 28, 35            |
| Herman Brusselmans    | 6, 9, 16, 21, 36             |
| Karen Damen           | 3, 6, 20, 34                 |
| Stefaan Degand        | 5, 14, 22, 31                |
| James Cooke           | 8, 16, 20, 25                |
| Rik Verheye           | 10, 19, 26, 33               |
| Adriaan Van den Hoof  | 11, 12, 15, 28               |
| Wim Helsen            | 18, 27, 30                   |
| Marc-Marie Huijbregts | 3, 4                         |
| Jens Dendoncker       | 25, 31                       |
| Philippe Geubels      | 29, 30                       |
| Pedro Elias           | 7                            |
| Wim Opbrouck          | 12                           |
| Ruth Beeckmans        | 36                           |

## Bijzonderheden
- De promovideo's van dit seizoen waren gebaseerd op de populaire sciencefictionserie Star Trek.
- Dit seizoen waren er 38 in plaats van 40 afleveringen en 32 in plaats van 34 deelnemers. Dit kwam omdat er slechts 30 in plaats van 32 reguliere afleveringen waren. Op dinsdag 23 oktober (de tweede week van de voorrondes) en op dinsdag 27 november (de zevende week van de voorrondes) werd er in plaats van het programma een Champions League-wedstrijd uitgezonden.
- In aflevering 7 verpulverde Michèle Cuvelier het record van het hoogste aantal seconden. Zij won haar tweede aflevering met 598 seconden en verbeterde daarmee de vorige beste tijd van 559 seconden van Gilles Van Bouwel met 39 seconden. In de eerste finaleweek brak Cuvelier haar eigen record net niet met een eindscore van 558 seconden nadat zij een juist antwoord niet had durven uitspreken en daardoor 50 seconden liet liggen.
- In aflevering 11 wist Julie Colpaert het record van Gert Verhulst te evenaren door elf opeenvolgende afleveringen te overleven. Verhulst kon evenwel geen twaalfde keer deelnemen aangezien op dat moment de finaleweken van start gingen. Colpaert kon wel een twaalfde keer deelnemen en werd zo de eerste speler in de geschiedenis van het spel die zonder onderbreking twaalf opeenvolgende afleveringen kon zetelen. Colpaert werd uitgeschakeld in deze twaalfde aflevering.
- Oorspronkelijk was Club Brugge-speler Hans Vanaken geselecteerd om deel te nemen, hij werd in november echter opgeroepen voor de Rode Duivels waardoor hij niet aanwezig kon zijn bij de opnames. Antwerp-speler Jelle Van Damme werd zijn vervanger.[1]
- Het was de eerste keer in de geschiedenis van het spel dat twee spelers uit de top acht (Peter Van de Veire en Layla El-Dekmak) ongeslagen bleven in de voorronde. Hierdoor mocht voor het eerst de top tien van het eindklassement terugkeren voor de finaleweken.
- Saartje Vandendriessche zou normaal als zevende finalist terugkeren in de finaleweken. Zij speelde vier afleveringen mee waarvan zij er twee won. Vandendriessche liet zich echter vervangen door Omar Souidi, de elfde beste speler van het seizoen (met drie afleveringen en één overwinning), nadat op 27 november haar ex-vriend plots overleed.[2]
- Michèle Cuvelier was de eerste kandidaat die er sinds de invoering van een tweede finaleweek in slaagde om vanuit de eerste finaleweek de eindaflevering te bereiken. Zij deed dit zelfs vanuit de eerste aflevering op maandag. Van de 42 kandidaten die tussen 2012 en 2018 in de eerste finaleweek startten of instroomden was zij de enige die dit kon presteren. Daarbovenop kon zij haar prestatie in de voorronde (drie afleveringen en één overwinning) bijna verdriedubbelen in de finaleweken (acht afleveringen en vijf overwinningen).